# Helmuth von Pannwitz
Helmuth von Pannwitz (Botzanowitz, 14 ottobre 1898 – Mosca, 16 gennaio 1947) è stato un generale tedesco.

## Biografia

### I primi anni
Pannwitz nacque nella residenza estiva della sua famiglia Botzanowitz, in Slesia, figlio del prefetto Wilhelm von Pannwitz (1854-1931) e di sua moglie Hertha von Pannwitz, nata Retter (1876-1963) e discendeva da un'antica famiglia della nobiltà tedesca.
A nove anni fu iscritto alla scuola militare di Wahlstadt. Passato all'accademia militare di Berlino-Lichterfelde, frequentata anche da Manfred von Richthofen e Paul von Hindenburg, fu nominato ufficiale (sottotenente) nel 1914 e partecipò alla prima guerra mondiale arruolandosi volontario in un reggimento di lancieri di stanza a Militsch; venne promosso tenente, ottenendo inoltre la croce di ferro di prima e seconda classe al merito.

### L'epoca di Weimar
Finita la guerra entrò a far parte dei Freikorps, corpi di volontari armati che si prefiggevano lo scopo di combattere il comunismo in Germania; gran parte delle sue terre furono confiscate dai governi polacco o sovietico e Pannwitz emigrò prima in Ungheria e poi in Polonia nel 1923, dove si guadagnò da vivere amministrando le fattorie e i terreni della principessa Radziwiłł a Młochow, presso Varsavia.
Nel 1934 fu richiamato a comandare uno squadrone di cavalleria tedesco nella Prussia orientale con il grado di capitano; quando l'Austria venne annessa alla Germania a von Pannwitz fu affidato il comando del XI reggimento di cavalleria a Stockerau, non lontano da Vienna. All'inizio della seconda guerra mondiale gli vennero affidate missioni di ricognizione in Polonia e in Francia; nel 1938 fu promosso maggiore.

### Comandante dei cosacchi
Nell'agosto 1941, al comando di uno squadrone di cavalleria sbaragliò una brigata di cavalleria, una divisione di cavalleria e una di fanteria sovietiche che difendevano il fianco meridionale di Stalingrado, ricevendo la croce del cavaliere e il grado di colonnello. Nel 1942 gli venne affidato il comando delle truppe cosacche, alleate della Wehrmacht (I divisione cosacca e XV SS-Kosaken Kavallerie Korps), con i quali partecipò agli scontri contro i partigiani in Jugoslavia. Durante le spedizioni punitive in Serbia e in Croazia i cosacchi commisero atrocità contro la popolazione civile, incluse deportazione di massa ed esecuzione sommarie di partigiani e sospetti. Un ordine del generale von Pannwitz datato al 20 ottobre 1943 implica l'utilizzo della pena di morte per quei cosacchi che avessero nuovamente infierito contro la popolazione civile, facendo eseguire ben dodici condanne a morte per fucilazione.
Durante la cerimonia del 15 gennaio 1943, quando Hitler lo insignì della croce del cavaliere con foglie di quercia, von Pannwitz attaccò le dichiarazioni di Hitler secondo cui gli Slavi fossero subumani (Untermenschen): infatti i suoi stessi cosacchi erano slavi. Inoltre von Pannwitz non permise la distruzione di chiese o sinagoghe e dall'altro canto rispettò e capì la devozione dei suoi soldati cosacchi verso la chiesa ortodossa, divenendo molto popolare tra i suoi uomini, i quali poco prima la fine della guerra lo elessero Feldataman, il più alto dei gradi militari della gerarchia cosacca e tradizionalmente riservato esclusivamente allo zar. Dal febbraio 1945, nonostante le rimostranze di von Pannwitz, il corpo cosacco fu inglobato nella Waffen-SS.
L'11 maggio 1945 i cosacchi di Pannwitz si arresero alle forze britanniche; i comandanti sovietici pretesero che i soldati cosacchi di Pannwitz fossero loro consegnati e von Pannwitz decise di non separarsi dai suoi uomini e si consegnò assieme ad essi all'Armata Rossa a Lienz. Il 16 gennaio 1947, dopo una prigionia di un anno e mezzo, von Pannwitz, Pëtr Krasnov e Andrej Škuro, due importanti capi cosacchi, furono processati da una corte di giustizia sovietica e, giudicati colpevoli di crimini di guerra in Jugoslavia, impiccati.
Dopo cinquanta anni, il 23 aprile 1996 il presidente sovietico Boris El'cin e il Military High Prosecutor di Mosca riabilitarono Pannwitz, falsamente accusato di crimini di guerra come vittima delle persecuzioni staliniane e concessero una pensione alla sua famiglia.